# یوردانیس بوررو
یوردانیس بوررو (اسپانیایی: Yordanis Borrero‎؛ زادهٔ ۳ ژانویه ۱۹۷۸) وزنه‌بردار سابق اهل کوبا است.
وی در مسابقات کشوری و بین‌المللی در مجموع برندهٔ ۳ مدال طلا، ۱ مدال برنز شده‌است. 
بوررو در بازی‌های المپیک تابستانی ۲۰۰۸ که به مقام چهارم وزن ۶۹ کیلوگرم دست پیدا کرده بود پس از مثبت اعلام شدن تست دوپینگ تیگران گوورگ مارتیروسیان ارمنستانی به مدال برنز این وزن رسید.